# Mooseheadmeer
Het Mooseheadmeer is het grootste meer in de staat Maine van de Verenigde Staten. Het ligt in de Longfellow Mountains in het hoogland van Maine. Uit het meer ontspringt de rivier de Kennebec.